# Đại dịch COVID-19 tại Jordan
Bài viết này ghi lại các tác động của Đại dịch COVID-19 tại Jordan và có thể không bao gồm tất cả các phản ứng và biện pháp hiện thời.

## Dòng thời gian
| COVID-19 tại Jordan () Tử vong Hồi phục Đang điều trị Thg 3Thg 4Thg 5Thg 6Thg 715 ngày gần nhất15 ngày gần nhất                     | COVID-19 tại Jordan () Tử vong Hồi phục Đang điều trị Thg 3Thg 4Thg 5Thg 6Thg 715 ngày gần nhất15 ngày gần nhất | COVID-19 tại Jordan () Tử vong Hồi phục Đang điều trị Thg 3Thg 4Thg 5Thg 6Thg 715 ngày gần nhất15 ngày gần nhất | COVID-19 tại Jordan () Tử vong Hồi phục Đang điều trị Thg 3Thg 4Thg 5Thg 6Thg 715 ngày gần nhất15 ngày gần nhất | COVID-19 tại Jordan () Tử vong Hồi phục Đang điều trị Thg 3Thg 4Thg 5Thg 6Thg 715 ngày gần nhất15 ngày gần nhất |
| --- | --- | --- | --- | --- |
| Ngày | Ngày | | Ca nhiễm | Tử vong |
| 2020-03-02 | 2020-03-02 | | 1(n.a.) | |
| ⋮ | ⋮ | | 1(=) | |
| 2020-03-14 | 2020-03-14 | | 1(=) | |
| 2020-03-15 | 2020-03-15 | | 12(+1100%) | |
| 2020-03-16 | 2020-03-16 | | 29(+141%) | |
| 2020-03-17 | 2020-03-17 | | 40(+38%) | |
| 2020-03-18 | 2020-03-18 | | 56(+40%) | |
| 2020-03-19 | 2020-03-19 | | 69(+23%) | |
| 2020-03-20 | 2020-03-20 | | 84(+22%) | |
| 2020-03-21 | 2020-03-21 | | 99(+18%) | |
| 2020-03-22 | 2020-03-22 | | 112(+13%) | |
| 2020-03-23 | 2020-03-23 | | 127(+13%) | |
| 2020-03-24 | 2020-03-24 | | 153(+20%) | |
| 2020-03-25 | 2020-03-25 | | 172(+12%) | |
| 2020-03-26 | 2020-03-26 | | 212(+23%) | |
| 2020-03-27 | 2020-03-27 | | 235(+10%) | |
| 2020-03-28 | 2020-03-28 | | 246(+5%) | 1 |
| 2020-03-29 | 2020-03-29 | | 259(+5%) | 3(+200%) |
| 2020-03-30 | 2020-03-30 | | 268(+2%) | 5(+66%) |
| 2020-03-31 | 2020-03-31 | | 274(+2%) | 5(=) |
| 2020-04-01 | 2020-04-01 | | 278(+1%) | 5(=) |
| 2020-04-02 | 2020-04-02 | | 299(+7%) | 5(=) |
| 2020-04-03 | 2020-04-03 | | 310(+3%) | 5(=) |
| 2020-04-04 | 2020-04-04 | | 323(+4%) | 5(=) |
| 2020-04-05 | 2020-04-05 | | 345(+6%) | 5(=) |
| 2020-04-06 | 2020-04-06 | | 349(+1%) | 6(+20%) |
| 2020-04-07 | 2020-04-07 | | 353(+1%) | 6(=) |
| 2020-04-08 | 2020-04-08 | | 358(+1%) | 6(=) |
| 2020-04-09 | 2020-04-09 | | 372(+4%) | 7(+16%) |
| 2020-04-10 | 2020-04-10 | | 372(=) | 7(=) |
| 2020-04-11 | 2020-04-11 | | 381(+2%) | 7(=) |
| 2020-04-12 | 2020-04-12 | | 389(+2%) | 7(=) |
| 2020-04-13 | 2020-04-13 | | 391(+0.5%) | 7(=) |
| 2020-04-14 | 2020-04-14 | | 397(+1%) | 7(=) |
| 2020-04-15 | 2020-04-15 | | 401(+1%) | 7(=) |
| 2020-04-16 | 2020-04-16 | | 402(+0.2%) | 7(=) |
| 2020-04-17 | 2020-04-17 | | 407(+1%) | 7(=) |
| 2020-04-18 | 2020-04-18 | | 413(+1%) | 7(=) |
| 2020-04-19 | 2020-04-19 | | 417(+1%) | 7(=) |
| 2020-04-20 | 2020-04-20 | | 425(+2%) | 7(=) |
| 2020-04-21 | 2020-04-21 | | 428(+0.7%) | 7(=) |
| 2020-04-22 | 2020-04-22 | | 435(+2%) | 7(=) |
| 2020-04-23 | 2020-04-23 | | 437(+0.6%) | 7(=) |
| 2020-04-24 | 2020-04-24 | | 441(+1%) | 7(=) |
| 2020-04-25 | 2020-04-25 | | 444(+0.7%) | 7(=) |
| 2020-04-26 | 2020-04-26 | | 447(+0.7%) | 7(=) |
| 2020-04-27 | 2020-04-27 | | 449(+0.4%) | 7(=) |
| 2020-04-28 | 2020-04-28 | | 449(=) | 8(+14%) |
| 2020-04-29 | 2020-04-29 | | 451(+0.4%) | 8(=) |
| 2020-04-30 | 2020-04-30 | | 453(+0.4%) | 8(=) |
| 2020-05-01 | 2020-05-01 | | 459(+1%) | 8(=) |
| 2020-05-02 | 2020-05-02 | | 460(+0.2%) | 9(+12%) |
| 2020-05-03 | 2020-05-03 | | 461(+0,22%) | 9(=) |
| 2020-05-04 | 2020-05-04 | | 465(+0,87%) | 9(=) |
| 2020-05-05 | 2020-05-05 | | 471(+1,3%) | 9(=) |
| 2020-05-06 | 2020-05-06 | | 473(+0,42%) | 9(=) |
| 2020-05-07 | 2020-05-07 | | 494(+4,4%) | 9(=) |
| 2020-05-08 | 2020-05-08 | | 508(+2,8%) | 9(=) |
| 2020-05-09 | 2020-05-09 | | 522(+2,8%) | 9(=) |
| 2020-05-10 | 2020-05-10 | | 540(+3,4%) | 9(=) |
| 2020-05-11 | 2020-05-11 | | 562(+4,1%) | 9(=) |
| 2020-05-12 | 2020-05-12 | | 576(+2,5%) | 9(=) |
| 2020-05-13 | 2020-05-13 | | 582(+1%) | 9(=) |
| 2020-05-14 | 2020-05-14 | | 586(+0,69%) | 9(=) |
| 2020-05-15 | 2020-05-15 | | 596(+1,7%) | 9(=) |
| 2020-05-16 | 2020-05-16 | | 607(+1,8%) | 9(=) |
| ⋮ | ⋮ | | | 9(=) |
| 2020-05-29 | 2020-05-29 | | 730(+0.3%) | 9(=) |
| ⋮ | | | | |
| 2020-7-23 | 2020-7-23 | | 1.131(n.a.) | 11(n.a.) |
| Nguồn: - "Ministry of Health COVID-19 Website". corona.moh.gov.jo (Ministry of Health - Jordan). Truy cập ngày 17 tháng 5 năm 2020. | | | | |

Vào ngày 2 tháng 3, Thủ tướng Jordan đã báo cáo trường hợp đầu tiên về COVID-19 ở Jordan. Công dân Jordan này đã trở về từ Ý hai tuần trước, trước khi các thủ tục kiểm dịch được đưa ra.
Vào ngày 15 tháng 3, Bộ trưởng Bộ Y tế Saad Jaber thông báo rằng có 11 trường hợp đã xét nghiệm dương tính với COVID-19, nâng tổng số trường hợp dương tính lên 12. Số trường hợp được báo cáo bao gồm 5 người Jordan gần đây đã trở về nước từ các nơi trên thế giới, 6 khách du lịch Pháp và 1 người Iraq. Cuối ngày hôm đó, 1 trường hợp nữa đã được xác nhận, nâng tổng số trường hợp dương tính lên 13.
Vào ngày 16 tháng 3, chính phủ Jordan đã xác nhận thêm 4 trường hợp - 2 trong số đó là của một người đàn ông Jordan và con gái ông đã trở lại Jordan từ Tây Ban Nha và 2 trường hợp còn lại là 2 người Jordan có liên hệ chặt chẽ với một trường hợp dương tính trước đó, nâng tổng số lên 16 ca.
Tính đến ngày 31 tháng 12 năm 2022, Jordan ghi nhận 1,746,997 trường hợp mắc COVID-19 và 14,122 trường hợp tử vong.

## Phòng ngừa
Vào ngày 24 tháng 2, Jordan tạm thời cấm người nhập cảnh người từ Trung Quốc, Hàn Quốc và Iran. Vương quốc đã sàng lọc tất cả những người đi vào các cửa khẩu và sân bay ở Jordan bằng việc bắt buộc kiểm tra ngực và cổ họng cũng như kiểm tra nhiệt độ. Công dân Jordan kiểm tra mà dương tính sẽ bị cách ly trong 2 tuần.
Vào ngày 14 tháng 3, Thủ tướng Omar Razzaz tuyên bố tất cả các chuyến bay trong và ngoài nước đến nước này sẽ bị dừng vào ngày 17 tháng 3. Các trường đại học và trường học đã đóng cửa trong 2 tuần và các địa điểm du lịch, sự kiện thể thao và rạp chiếu phim cũng đóng cửa.